# Slavik
Pour les articles homonymes, voir Slavík.
Slavik, de son vrai nom Wiatscheslav Vassiliev, est un décorateur français d'origine russe, né le 6 janvier 1920 à Tallinn et mort le 29 août 2014 à Paris 14e,. Il étudie à l’École Nationale des Arts Décoratifs (1941-1943) et à l’IDHEC avant de collaborer comme décorateur avec Cassandre, Serge Lifar, Jacques Adnet. En 1943, Slavik est engagé par Jean Adnet aux Galeries Lafayette comme décorateur chargé des étalages et des vitrines. Il y travaillera jusqu'en 1954. Repéré par Marcel Bleustein-Blanchet, il entre à Publicis en 1954 comme chef du bureau de l'Esthétique industrielle et conseiller artistique. Un bureau des idées est créé en 1955 par Claude Marcus qui rassemble Slavik, Pierre Grimblat et Pierre Dumayet. En 1958, Slavik est chargé de la conception des espaces, du mobilier et des décors du Drugstore Publicis Champs-Élysées. Suivi en 1963 du Pub Renault et en 1965 du Drugstore Saint-Germain-des-Près. Slavik quitte Publicis en 1968 pour se consacrer à l'agencement et aux décors de plus de 200 restaurants, pubs, bistros, brasseries, centres commerciaux, boutiques...

## Biographie

### De Saint-Petersbourg à Paris
Le 6 novembre 1917, depuis ses fenêtres, Valentine Vassilieff, jeune épouse de 18 ans, future mère de Wiatcheslav Vassilieff, a assisté à la prise du Palais d'Hiver sur l'autre rive de la Néva, tandis que son mari, officier dans l'armée impériale du Nord-Ouest se battait sur le front Est de la Première Guerre mondiale. En 1918, le couple quitte Saint-Petersbourg, devenue Petrograd en 1914, et se réfugie en Estonie qui vient de proclamer son indépendance. Wiatcheslav naît à Tallinn le 6 janvier 1920. La famille vit entre l’Estonie et la Finlande entre 1920 et 1927 et arrive à Paris, via Berlin, en 1928. Wiatcheslav entre alors comme pensionnaire au lycée Michelet de Vanves.

### Paravents et meubles peints
À sa sortie de l’ENSAD, Slavik qui songe encore à se destiner à la seule peinture, peint des paravents et des meubles de Jacques Adnet sur lesquels il dresse les perspectives de singulières façades adossées à des échafaudages, des pylônes aux pieds desquels semble se presser une foule,.
Slavik peint, pour l'architecte Baudrilot, un décor mural en trompe l'oeil pour son appartement de l'avenue Paul Doumer, Paris, 1952. Ce décor sera décrit par Renée Moutard-Uldry et fera la couverture de Mobilier et Décoration, juillet 1960,.

### Peintre cartonnier des Gobelins (1944-1950)
Les manufactures des Gobelins et d’Aubusson font appel à 5 reprises, au nom de l’État, comme de la Compagnie des arts français et des Arts et lettres, à Slavik, alors âgé de vingt-quatre ans. Ces tapisseries seront exposées à plusieurs reprises à Paris, mais aussi à Lille, Alger, Buenos Aires, Lima, Lisbonne, Monaco, Prague, Rome, Sidney, Stockholm, Tunis…,
La singularité des cartons de tapisserie de Slavik n’a pas échappé à celle que l'on surnommait « l'architecte de la mode » Claude Saint-Cyr. C’est donc à son initiative qu’en 1949, à Aubusson, dans les ateliers Pinton, sont tissées en soie et laine les pièces nécessaires à la réalisation de modèles.
Dès l’année suivante prend place dans la collection automne-hiver présentée par Claude Saint-Cyr un incomparable «paletot de jour». Pour la collection automne-hiver 1951, un second modèle a été conçu en deux exemplaires. Une vente aux enchères prestigieuse par Millon et Robert, « La mode dans l’art. La modernité d’hier », à Drouot le 9 juin 1993 est précédée d’une exposition par la maison Azzedine Alaïa, en hommage à Madeleine Vionnet, dans le catalogue de laquelle figure une description précise du paletot.
Karl Lagerfeld fait l’acquisition de ce paletot pour l’offrir à son amie Anna Piaggi, icône du style, qui en tant que rédactrice de mode, en particulier dans sa rubrique du Vogue italien, décide comme aucune autre des goûts et des couleurs. Dans le catalogue, une citation de l’article de Renée Moutard-Uldry dans La Tapisserie française et les peintres cartonniers (Tel, 1957): «Les drugstores et les pubs de Slavik lui ont fait tant de « pub » qu’on en a oublié son immense talent de décorateur de théâtre et de peintre cartonnier. Quels que soient les thèmes traités par Slavik, ses tapisseries sont prétexte à une évasion hors du temps et de la réalité avec laquelle il se plaît à jouer.»

### Décors de ballets et costumes (1948-1951)
En 1943, Slavik conçoit les décors du ballet Tête d'Or d'après Paul Claudel à l'Opéra de Paris, chorégraphie de Serge Lifar. Premier Prix du Concours Serge Lifar de décor de ballet. En 1948, Roland Petit se propose de reprendre le ballet créé en 1923 au théâtre des Champs-Élysées par Jan Börlin, La création du monde, musique de Darius Milhaud, pour le Festival d’Aix-en-Provence avec les Ballets des Champs-Élysées. Il en demande les décors et les costumes à Slavik qui a trente ans. Slavik peint un rideau de scène La triple face du créateur, et différents décors : l'explosion de l'univers, la naissance du feu, la terre où des danseurs transportent sur leurs têtes des chapeaux fous de deux mètres cinquante de large et d'un mètre cinquante de long, maquettes du relief de la terre et L'Insolite apparition des oiseaux au petit jour;  Falaise, diamant, perle; L'Eau. Qualifié « d'ange du bizarre » par Waldemar George, Slavik disait « je me sens en permanence entre la salle et la scène, je me balade sur une espèce de passerelle au-dessus de la fosse d'orchestre... ».

### Les Galeries Lafayette (1943-1954)
Remarqué pour son œuvre de peintre aux accents surréalistes et grâce aux frères Adnet, il devient à partir de 1943, décorateur aux Galeries Lafayette chargé des vitrines et des étalages. Il transforme les vitrines du grand magasin en une scène de théâtre. Il s’agit de retenir le passant, de faire d’un spectateur un client.
En 1953 Slavik décore les vitrines de l’exposition « La fleur de la production italienne » où il met notamment en scène des femmes italiennes fabriquant des pâtes.
En 1954, « le Festival de la création française » incite les industriels et les artisans français à concevoir des objets de qualité, fonctionnels, beaux et bon marché en présentant des objets inédits conçus par de jeunes designers dont Slavik qui propose entre autres un haut-parleur en forme de conque qui sera très rapidement édité.

### Publicis (1954-1968)
En 1954, Slavik est remarqué par Marcel Bleustein-Blanchet qui l’engage à Publicis. Il lui confie le département de l’esthétique industrielle qu'il vient de créer. En 1955, Claude Marcus invente « un bureau des idées » constitué de Slavik, Pierre Dumayet et Pierre Grimblat. Slavik dessine notamment des téléviseurs pour Thomson, un pick-up et des présentoirs de disques pour Pathé Marconi, des postes de radio, des chaises empilables, des lits d’enfants extensibles, un téléphone à touches, 20 ans avant leur apparition sur le marché dans les années 1980. Avec Bernard Devauze, Slavik répond à un concours d'idées pour les stations d'essence Shell, compagnie pour laquelle il crée le logo et l'architecture de la station inspirée d'une aile d'avion (toit fluide, pieds coniques, angles arrondis).

### Les drugstores, la vie parisienne bouleversée
Slavik a fait des Drugstores Publicis dont il a conçu les espaces, les décors et le mobilier, des lieux d'antisolitude. Malgré les 3 000 personnes qui y défilent chaque jour, il y règne une atmosphère d’intimité et de luxe. De jour comme de nuit, tout y est à portée de main :  journaux, livres, disques, jouets, parfums, tabac, alcool et pharmacie. Le drugstore des Champs-Élysées (1958), de Saint-Germain-des-Prés (1965) et le Pub Renault (1963) deviennent l’emblème de la nouvelle société de consommation et marquent un tournant économique, sociologique et consumériste de la vie parisienne.

### L’Aventure américaine
Alors que l’Amérique fascine, Slavik va livrer à New-York sa vision d’un drugstore à la française - not a Pharmacy - (1970), d’une chaîne de neuf restaurants italiens chics et inédits, Pronto (1975) à travers les États-Unis où, pour la première fois, les cuisines étaient visibles par les clients, et d’un Autopub (1971) dans l’immeuble de la General Motors. Partageant avec les Américains sa passion pour l’automobile, il crée un lieu où les clients peuvent dîner sous les bolides retraités du circuit d’Indianapolis.

### Restaurants, bistros, brasseries à Paris
À partir de 1964, Slavik se consacre à l’aménagement de restaurants, bistros, brasseries, pubs, bars, night-clubs, magasins et boutiques. Il invente plus de 300 décors en France et à l’étranger dans lesquels il mélange avec un éclectisme joyeux inspiration Art nouveau, esprit slave, influences anglo-saxonnes et modernité. Avec Michel Oliver il conçoit des chaînes populaires de restauration, telle L’Assiette au bœuf, qui démocratisent la qualité et la beauté. Le Jules Verne de la tour Eiffel (1983), réalisé en collaboration avec l’architecte Jean-Jacques Loup, Le Bistrot de Paris, le pub Winston Churchill (1965), la London Tavern (1965), la brasserie et le restaurant du Lutetia, le Le Dôme seront pendant des décennies des repères incontournables de la vie parisienne.

### Hommage
Le 19 novembre 2021, paraît aux éditions NORMA un livre biographique, Slavik. Les années Drugstore de Pascal Bonafoux, Peter Knapp, Margo Rouard Snowman, Géraldine Cerf de Dudzeele, avec la collaboration de Cyril Vassiliev, Barbara Vassiliev-Maynial, Nicolas Vassiliev et Philippe Maynial.
- Pascal Bonafoux, Peter Knapp, Margo Rouard (d), Géraldine Cerf de Dudzeele (d), avec la collaboration de Cyril Vassiliev, Barbara Vassiliev-Maynial, Nicolas Vassiliev et Philippe Maynial, Slavik, les Années Drugstore, éditions Norma, 2021  (ISBN 978-2-37666-042-2)

Depuis février 2025, une place du 8e arrondissement de Paris porte son nom.